# Гензель і Гретель

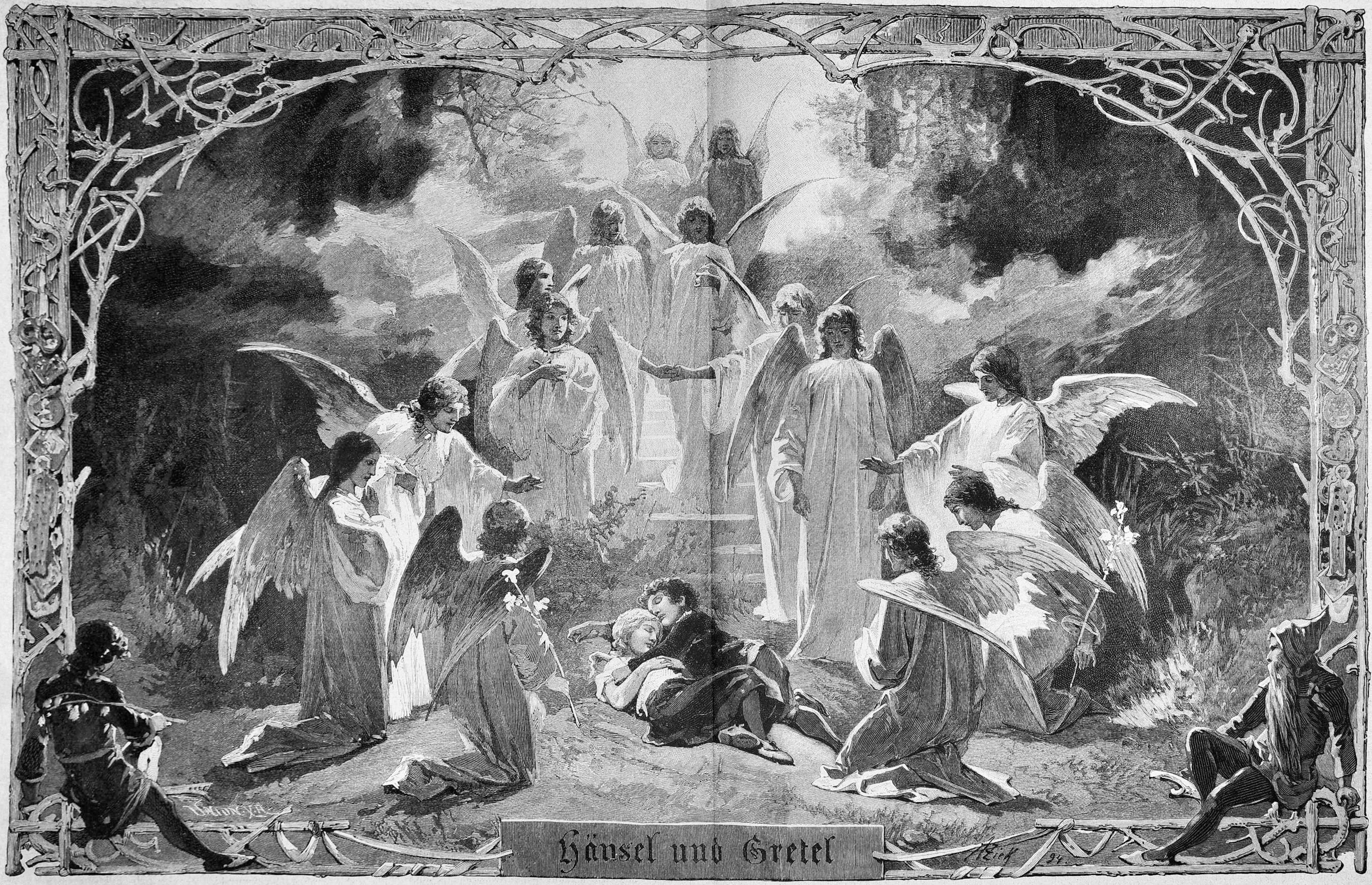
Гензель і Ґретель, титуляр (1884).

Ге́нзель і Ґре́тель (нім. Hänsel und Gretel) — відома казка записана братами Ґрімм. Розповідь у казці ведеться про двох дітей — брата та сестру, яких хоче з'їсти відьма-людожерка, що живе в глухому лісі в будиночку із солодощів. Діти рятують свої життя завдяки власній винахідливості. По системі класифікації казкових сюжетів Аарне-Томпсона, «Гензель і Ґретель» має номер 327А, цикл «Діти і Людожер». Імена дітей це скорочені варіанти німецьких імен: Йоган і Марґарете.

## Сюжет
За сюжетом казки колись жив собі дроворуб із двома своїми дітьми — Гензелем і Гретель, а також їхньою мачухою. Тоді в їхньому королівстві якраз був голод і дружина дроворуба запропонувала відвести дітей у ліс і покинути їх там, бо вони самі себе прогодувати не можуть, то як їм годувати дітей? Батько спершу не погоджувався, а потім пристав на пропозицію.
Перший раз батько відвів дітей до лісу і залишив їх біля вогнища давши кожному по окрайцю хліба, а сам нібито пішов рубати дрова. Гензель здогадався назбирати біленькі кремінці і кидати їх по дорозі з дому до лісу і по ним діти повернулись у ночі додому. Мачуха знову вмовила батька відвести дітей до лісу і кинути їх там. Та цього разу на ніч зачинила на замок двері дому і Гензель не встиг побігти та набрати білих кремінців. Батько зі своєю жінкою знову відвів дітей до лісу, розвів вогнище і залишив чекати його, кожному з дітей знову дав по маленькому окрайцю хліба. Гензель ще з попереднього разу залишив собі шматок хліба крихти якого він кидав по дорозі з дому до лісу. Батько сказав, що піде рубати дрова прив'язав до дерева мотузкою колодку і коли вітер гойдав її вона стукалась об стовбури дерев. Діти сподівались повернутись по хлібним крихтам, але птахи всі крихти поїли. 
Тож діти стали навмання блукати лісом аж доки на третій день перебування у лісі не пішли за пташкою, що привела їх до хатини стіни якої були з хліба, вікна з чистого цукру, і вся була вкрита пундиками. Діти вирішили поласувати їстівним будиночком. Це почула господарка дому, що спитала хто це руйнує її будиночок? Коли вона вийшла то помітила Гензеля і Гретель і запропонувала зайти до неї — погостювати. Вона нагодувала дітей.
Як виявилось це була відьма, а «у відьом червоні очі, і вони недобачають, зате нюх мають тонкий» говориться у казці. Вона посадила Гензеля у хлівець з ґратчатими дверцятами, а Гретель змусила готувати їжу для свого брата, щоб той погладшав, і тільки тоді вона, відьма, з'їсть його. Коли відьма просила Гензеля висунути палець, щоб подивитись чи той потовстішав, хлопчик протягував їй тонку паличку і підсліпувата відьма думала, що то палець хлопчика. Пройшов місяць, а Гензель все не гладшав, як думала собі відьма. Зрештою їй увірвався терпець і вона вирішила будь-що з'їсти хлопчика. Вона наказала Гретель наносити води та розтопити піч. Дівчинка змушена була виконати її наказ, а коли відьма сказала їй подивитись чи досить вже натоплено щоб «саджати хліб» Гретель відповіла, що не знає як це зробити. Відьма розгнівалась і вирішила зробити це сама — коли вона нахилилась до черіні, дівчинка штовхнула її туди і закрила дверцята. Після цього брат із сестрою утекли.
У повній версії діти забрали з дому старої відьми коштовності які вона тримала в скринях і з цим побігли звідти. Так вони бігли аж поки не опинились біля річки через яку їх перевезла по черзі на спині качка. Зрештою діти знайшли дорогу додому де їх оплакував їх батько, а мачуха їхня вже померла. З того моменту настав кінець їх бідам.

## Історія й аналіз сюжету
Якоб і Вільгельм Грімм почули версію казки «Гензель і Гретель» у місцевості Дорчен Вільд, і видали казку в своїй збірці 1812. У цій історії дроворуб і його дружина — біологічні батьки і разом розділяють провину за відмову від своїх дітей. У більш пізніх випусках були зроблені деякі невеликі правки: дружина стає мачухою, а лісоруб виступає проти планів своєї дружини залишити дітей, зроблені релігійні вставки тощо.
Фольклористи Іона і Пітер Опі в «Класичних Казках» (1974), вказують, що «Гензель і Гретель» належать до групи європейських історій, особливо популярних в Балтійському регіоні, де розповідається про дітей, які обманюють людожерів, в руки яких вони ненавмисно потрапили. Розповідь має схожість з першою половиною казки «Хлопчик-мізинчик» (1697) Шарля Перро і казки «Розумний Попіл» (1721) Мадам д'Онуа. В обох оповіданнях залишені діти позначають зворотну дорогу додому. У «Розумному Попелі», Опі відмічають, що героїня спалює гіганта, пхаючи його в духовку в подібній манері. Лінгвіст і фольклорист Едвард Вайда припустив, що ці історії представляють відгомін обряду ініціації, існуючого в прото-індоєвропейському суспільстві.
Макс Люті зауважує, що мати чи мачуха, вмирає, коли діти убили відьму, натякаючи, що мати чи мачуха і відьма — фактично, та ж сама жінка, або принаймні вони дуже схожі. Крім висунення на перший план загрози для дітей (так само як їх власного розуму), у казці разом з тим простежується тема турботи про виживання: мати чи мачуха хочуть уникнути голоду, тоді як відьма має будинок, побудований із солодощів, щоб спокусити і з'їсти дітей.

## Переклади казки
- С.Сакидон, Є.Попович (Гензель і Гретель)[1]

## Образи Гензель і Гретель у мистецтві

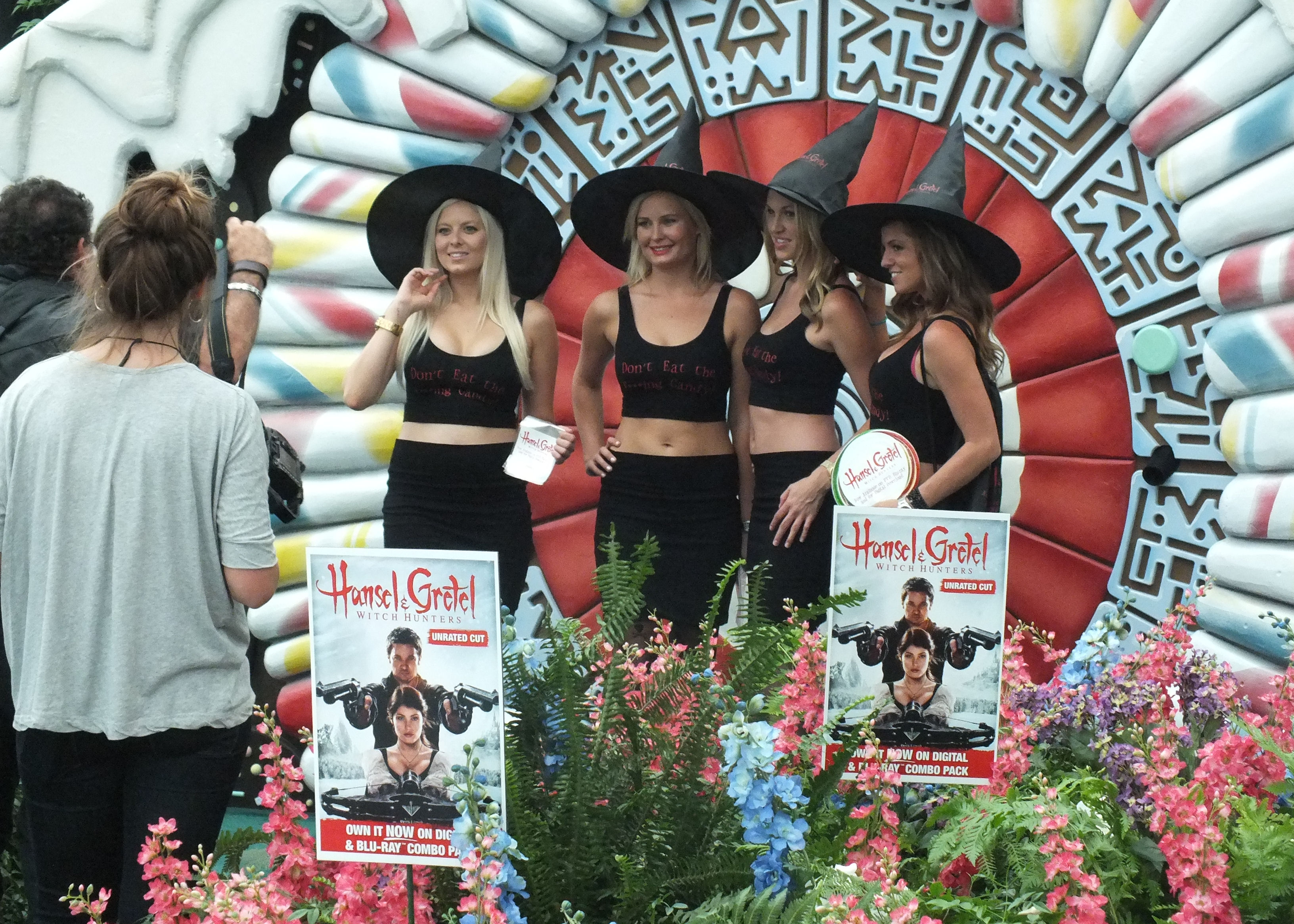
Презентація «Мисливців за відьмами» (2013).

- Казка була спародіювали в американському мультфільмі «Bewitched Bunny» (1954).
- Видавництво Zenescope Entertainment видало однойменний комікс, що адаптує казку на сучасний мотив. Комікс вийшов в рамках серії Grimm Fairy Tales.
- У фільмі «Я, робот» головний герой (Вілл Сміт) згадує сюжет казки «Гензель і Гретель» під час розслідування вбивства професора Леннінга і по крупицях відновлює картину того, що відбувається на основі голограм, залишених йому професором, подібно до того як герої казки йшли дорогою з хлібних крихт.
- Герої казки «Гензель і Гретель» неодноразово згадуються в книгах циклу «Темна вежа»  С. Кінга, зокрема в третій і сьомій книгах, а також в ряді інших творів Стівена Кінга.
- Нью-йоркська індастріал-метал група Hanzel und Gretyl.
- Гензель і Гретель згадуються в серіалі «Якось у казці».
- Сесілія Ахерн неодноразово робить алюзії на казку «Гензель і Гретель» в книзі «Чарівний щоденник» (The Book of Tomorrow).
- Існує комп'ютерна онлайн-гра з головними персонажами казки «Нова страшна історія про Гензель і Гретель (Гензель і Гретель 2)» («Gretel And Hansel 2»)[7].
- «Гретель» — американський фільм жаху 2012 року[8].
- «Мисливці за відьмами» — бойовик, вийшов 2013 року.
- «Hansel & Gretel» — американський фільм жаху 2013 року.
- «This Is No Fairytale» — концептуальний альбом Carach Angren.